# Episodi di Arriva Yoghi
Lista di episodi della serie animata Arriva Yoghi della Hanna-Barbera.

## Prima stagione
| nº | L'orso Yoghi                                  | Svicolone                              | Yakky Doodle                                        | Prima TV USA     | Prima TV Italia |
| -- | --------------------------------------------- | -------------------------------------- | --------------------------------------------------- | ---------------- | --------------- |
| 1  | (Oinks and Boinks)                            | La missione del maggiore               |                                                     | 30 gennaio 1961  |                 |
| 2  | (Booby Trapped Bear)                          |                                        | Iacchi, papero abbandonato (Hop, Duck and Listen)   | 6 febbraio 1961  | 24 maggio 1964  |
| 3  | Yoghi e le vecchiette (Gleesome Threesome)    | Stagione di caccia (Live and Lion)     | Il cane volante (Dog Flight)                        | 13 febbraio 1961 | 31 maggio 1964  |
| 4  | (A Bear Pair)                                 |                                        |                                                     | 20 febbraio 1961 |                 |
| 5  | (Spy Guy)                                     | Regina fa di me quello che vuoi        |                                                     | 27 febbraio 1961 |                 |
| 6  | (Do or Diet)                                  | Il ruggito del leone                   |                                                     | 6 marzo 1961     |                 |
| 7  | (Bears and Bees)                              | Tante fatiche per pochi applausi       | Caccia all'anatra (Duck Hunting)                    | 13 marzo 1961    | 14 giugno 1964  |
| 8  | (Biggest Show-Off on Earth)                   | Com'è difficile andare allo zoo        | Iacchi e il fischietto (Whistle-Stop and Go)        | 20 marzo 1961    |                 |
| 9  | (Genial Genie)                                | Svicolone e la pelle di leone          |                                                     | 27 marzo 1961    |                 |
| 10 | (Cub Scout Boo Boo)                           |                                        |                                                     | 3 aprile 1961    |                 |
| 11 | (Home-Sweet Jellystone)                       |                                        |                                                     | 10 aprile 1961   |                 |
| 12 | (Love Bugged Bear)                            |                                        |                                                     | 17 aprile 1961   |                 |
| 13 | (Bare Face Bear)                              |                                        | Buon compleanno (Happy Birthdaze)                   | 24 aprile 1961   |                 |
| 14 | La festa del compleanno (Slap Happy Birthday) | Il leone svicolone (Cloak and Stagger) | Iacchi Dudle e il cavallo prodigio (Horse Collared) | 1º maggio 1961   | 24 maggio 1964  |
| 15 | (A Bear Living)                               |                                        |                                                     | 8 maggio 1961    |                 |
| 16 | (Disguise and Gals)                           | La forza del palcoscenico              |                                                     | 15 maggio 1961   |                 |

## Seconda stagione
| nº | L'orso Yoghi                               | Svicolone                                  | Yakky Doodle                               | Prima TV USA      | Prima TV Italia |
| -- | ------------------------------------------ | ------------------------------------------ | ------------------------------------------ | ----------------- | --------------- |
| 1  | (Touch and Go-Go-Go)                       |                                            | Formula magica                             | 16 settembre 1961 |                 |
| 2  | (Acrobatty Yogi)                           |                                            |                                            | 23 settembre 1961 |                 |
| 3  | (Ring-A-Ding Picnic Basket)                |                                            |                                            | 30 settembre 1961 |                 |
| 4  | Jones pugno di ferro (Iron Hand Jones)     | Svicolone e la distrazione                 |                                            | 7 ottobre 1961    |                 |
| 5  | (Yogi's Pest Guest)                        |                                            |                                            | 14 ottobre 1961   |                 |
| 6  | (Missile Bound Yogi)                       |                                            |                                            | 21 ottobre 1961   |                 |
| 7  | (Loco Locomotive)                          |                                            |                                            | 28 ottobre 1961   |                 |
| 8  | (Missile-Bound Bear)                       | Piacere fantasma, e lei?                   |                                            | 4 novembre 1961   |                 |
| 9  | (A Wooin' Bruin)                           | Il forte impatto della primavera           |                                            | 11 novembre 1961  |                 |
| 10 | (Yogi in the City)                         |                                            |                                            | 18 novembre 1961  |                 |
| 11 | (Queen Bee for a Day)                      |                                            |                                            | 25 novembre 1961  |                 |
| 12 | (Batty Bear)                               |                                            |                                            | 2 dicembre 1961   |                 |
| 13 | (Droop-A-Long Yogi)                        |                                            |                                            | 9 dicembre 1961   |                 |
| 14 | (Threadbare Bear)                          |                                            |                                            | 16 dicembre 1961  |                 |
| 15 | (Ice Box Raider)                           |                                            |                                            | 23 dicembre 1961  |                 |
| 16 | (Bear Foot Soldiers)                       |                                            |                                            | 30 aprile 1962    |                 |
| 17 | (Yogi's Birthday Party: Parts 1, 2, and 3) | (Yogi's Birthday Party: Parts 1, 2, and 3) | (Yogi's Birthday Party: Parts 1, 2, and 3) | 6 gennaio 1962    |                 |